# Jules Rimet
Jules Rimet (Theuley, 1873. október 14. – Suresnes, 1956. október 16.) francia sportvezető. A Francia Labdarúgó-Szövetség elnöke 1919-1945-ig a FIFA elnöke, 1921-1954-ig a leghosszabb ideig hivatalában lévő FIFA-elnök (33 éven át).
Az első világháborúban teljesített szolgálataiért croix de guerre-rel (hadikereszttel) jutalmazták. 1930-ban ő szervezte az első világbajnokságot. Róla nevezték el a vb-trófeát, a Rimet-kupát, melynek az volt a különlegessége, hogy amelyik csapat háromszor megnyeri, az hazaviheti örökre. A történet fintora, hogy miután 1970-ben Brazília megnyerte a kupát, utána Rio de Janeiróból ellopták, és máig sem került elő.
Suresnes-ben halt meg, Franciaországban. Halála után, 2004-ben beválasztották a FIFA Order of Merit-be.